# The Girlie Show – Live Down Under
The Girlie Show – Live Down Under koncertni je album američke pjevačice Madonne. Izdan je 25. travnja 1994. pod Maverick Recordsom, a prikazuje koncert iz Sydneya s The Girlie Show Tour snimljen 19. studenog 1993.

## Snimanje
Koncert se emitirao na televizijskoj postaji HBO i bio je najgledaniji show te godine. Snimanje i emitiranje koncerta bilo je zakazano za 20. studenog. Ali zbog velike oluje, taj koncert je otkazan, pa se koncert 19. studenog, koji se snimao iz sigurnosnih razloga, prikazivo na televiziji i dospio na DVD. U Japanu je jedna Tv kuća prikazivala koncert iz Japana, ali to izdanje nazvano Live in Japan 1993 - The Girlie Show nikada nije doživjelo komercijalno izdanje u bilo kojem obliku.
1995. je video nominiran za Grammy nagradu za najbolji duži video.

## Formati
Album je izdan kao VHS, Laserdisc, VCD (samo u Aziji) i kasnije kao DVD. Uz ova izdanja je izdana i The Gilie Show knjiga s CD-om koji je prikazivao tri live izvedbe s ovog koncerta.
Ovo izdanje se moglo naći i kao dio trodjelonog seta The Madonna Collection iz 2000.

## Popis pjesama
1. "The Girlie Show Theme"
2. "Erotica"
3. "Fever"
4. "Vogue"
5. "Rain"
6. "Express Yourself"
7. "Deeper and Deeper"
8. "Why's It So Hard"
9. "In This Life"
10. Plesni interludij: "The Beast Within"
11. "Like a Virgin"
12. "Bye Bye Baby"
13. "I'm Going Bananas"
14. "La Isla Bonita"
15. "Holiday"
16. "Justify My Love"
17. "Everybody"